# Polo nos Jogos Olímpicos de Verão de 1908
Nos Jogos Olímpicos de Verão de 1908, o torneio de Pólo voltou a ser realizado após ficar fora dos Jogos de Saint Louis 1904.
A competição foi realizada no Hurlingham Polo Grounds de Londres. Apenas três times britânicos intervieram na disputa, dois da Inglaterra e um da Irlanda.

## Masculino
| Ouro | Prata                                                                                             | Prata                                                                                      | Bronze |
| Grã-Bretanha (GBR) Roehampton Charles Darley Miller George Arthur Miller Patteson Nickalls Herbert Haydon Wilson | Grã-Bretanha (GBR) Hurlingham Club Walter Buckmaster Frederick Freake Walter Jones John Wodehouse | Grã-Bretanha (GBR) Irlanda John Hardress Lloyd John McKann Percy O'Reilly Auston Rotherham | nenhum |

## Resultados
Jogo 1
| 18 de junho | Roehampton | 3 | - | 1 | Hurlingham | Hurlingham Grounds |

Jogo 2
| 21 de junho | Roehampton | 8 | - | 1 | Irlanda | Hurlingham Grounds |